# Antoni Zagrzejewski

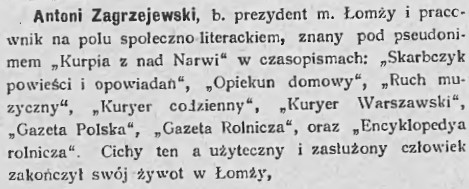
Nekrolog Antoniego Zagrzejewskiego opublikowany na łamach „Wędrowca” 1899, nr 2.

Antoni Zagrzejewski (ur. 1820 w Bożejewie, zm. 24 grudnia 1898 w Łomży) – działacz społeczny, publicysta, w latach 1877–1882 prezydent Łomży. 

## Życiorys
Antoni Zagrzejewski urodził się w Bożejewie (w parafii Wizna) w rodzinie Stanisława i Tekli z Krzyżanowskich. Wychowywał się w Warszawie pod opieką wuja, znanego matematyka i historyka – Adriana Krzyżanowskiego. Tam też, około 1842 roku, ukończył gimnazjum realne (oddział techniczny) i kursy pedagogiczne, jednak nie poświęcił się karierze nauczycielskiej. 
Podjął pracę w Generalnej Dyrekcji Towarzystwa Ubezpieczeń w Warszawie. Początkowo pełnił obowiązki kancelisty, następnie został rachmistrzem. W 1847 roku przeniósł się do Kalwarii (gub. augustowska), gdzie od października tegoż roku został rachmistrzem w Biurze Naczelnika Powiatu. W 1849 roku rozpoczął pracę jako urzędnik w Rządzie Gubernialnym Augustowskim w Suwałkach. Od 1 grudnia 1849 roku pracował jako rachmistrz w Wydziale Wojskowo-Policyjnym Rządu Gubernialnego Augustowskiego, od czerwca 1855 roku jako sekretarz gubernialny, od listopada 1858 roku sekretarz kolegialny.

Podczas pobytu w Suwałkach był m.in. współzałożycielem i członkiem komitetu Resursy Obywatelskiej. Społecznie działał w Radzie Opiekuńczej Sali Ochrony i Przytułku dla Sierot. Stał też na czele komitetu zarządzającego chórem kościelnym (założonym w 1859 roku przez Władysława Zdanowskiego). Po wyjeździe z Suwałk, od 1867 roku rozpoczął pracę w Wydziale Skarbowym Rządu Gubernialnego Łomżyńskiego, a od 1877 roku pełnik funkcję prezydenta Łomży. W 1882 roku przeszedł na emeryturę. Będąc już na emeryturze działał w Towarzystwie Kredytowym Ziemskim w guberni łomżyńskiej (zajmował się szacowaniem tamtejszych dóbr ziemskich).

Przez wiele lat był korespondentem czasopism warszawskich, m.in. „Opiekuna Domowego”, „Ruchu Muzycznego”, „Gazety Rolniczej”, „Kuriera Warszawskiego” czy „Gazety Polskiej”. Swoje prace publikował pod pseudonimem „Kurp znad Narwi”. Napisał też kilka artykułów do „Encyklopedii rolniczej”.

Zmarł 24 grudnia 1898 roku w Łomży. Prawdopodobnie spoczął na tamtejszym cmentarzu, jednak nie zachowała się żadna tablica z inskrypcją, która świadczyłaby o tym. Janusz Gwardiak w „Studiach Łomżyńskich” pisał, iż Zagrzejewski pochowany został prawdopodobnie we wspólnym grobie ze swymi wcześniej zmarłymi kolejnymi dwiema żonami: Maksymilią z Trojanowskich zmarłą 10 XI 1869 r. w wieku 42 lat i Pauliną z Majewskich, zmarłą 9 IV 1890 r. Ich grób zachowany do dziś, usytuowany 15 m na prawo od kaplicy Śmiarowskich nie zachował danych dot. Antoniego Zagrzejewskiego.

## Rodzina
Dwukrotnie żonaty. Z pierwszego małżeństwa z Maksymilią z Trojanowskich (zm. w 1869 r.) doczekał ośmiorga dzieci (dwóch córek i sześciu synów). Drugą jego żoną była Paulina z Majewskich - małżeństwo bezdzietne.

## Odznaczenia
Został odznaczony Medalem Pamiątkowym Wojny Krymskiej w Latach 1853-56.